# Synagoga Icchaka Altera w Warszawie
Synagoga Icchaka Altera – synagoga istniejąca w latach 1864–1940 w Warszawie przy ulicy Żelaznej 57.

## Historia
Synagoga została założona w 1864 w budynku Żydowskiego Domu Studiów Religijnych i Modlitwy. W budynku przy ul. Żelaznej 57 (nr. hip. 1145 b) znajdowała się również jesziwa oraz cheder założone przez cadyka z Góry Kalwarii, Icchaka Meira Altera prawdopodobnie ok. 1859.
Podczas II wojny światowej Niemcy zdewastowali synagogę, następnie urządzili w niej magazyn drewna. Po 1946 w budynku byłej synagogi funkcjonował warsztat mechaniczny.
Fragment budynku, w którym znajdowała się synagoga, został zabezpieczony i nakryty szklanym dachem. Obiekt znajduje się na zamkniętym dziedzińcu kompleksu mieszkalno-biurowego pod nr 57 i jest niewidoczny z ulicy. W 1993 został wpisany do rejestru zabytków.